# Provinz Quillota
Die Provinz Quillota ist eine der acht Provinzen der chilenischen Region Valparaíso.

## Gemeinden
Die Provinz besteht aus den folgenden fünf Gemeinden:
| Gemeinde  | Fläche (km²) | Einwohner (2002) |
| --------- | ------------ | ---------------- |
| La Calera | 60,5         | 49.503           |
| Hijuelas  | 267,2        | 16.014           |
| La Cruz   | 78,2         | 12.851           |
| Nogales   | 405,2        | 21.633           |
| Quillota  | 302,0        | 75.916           |

Die Gemeinden Limache und Olmué gehörten bis zum Jahr 2007 zur Provinz und wurden dann Teil der neu gebildeten Provinz Marga Marga.